# Sushila Nayyar
Dr. Sushila Nayyar (Sushila Nayar), född 1914, död 2001, var Gandhis personliga läkare och efter självständigheten 1947 indisk politiker (INC). Hon var 1953 - 1955 respektive 1962 - 1967 hälsovårdsminister i Indiens regering.